# Edmond Michelet

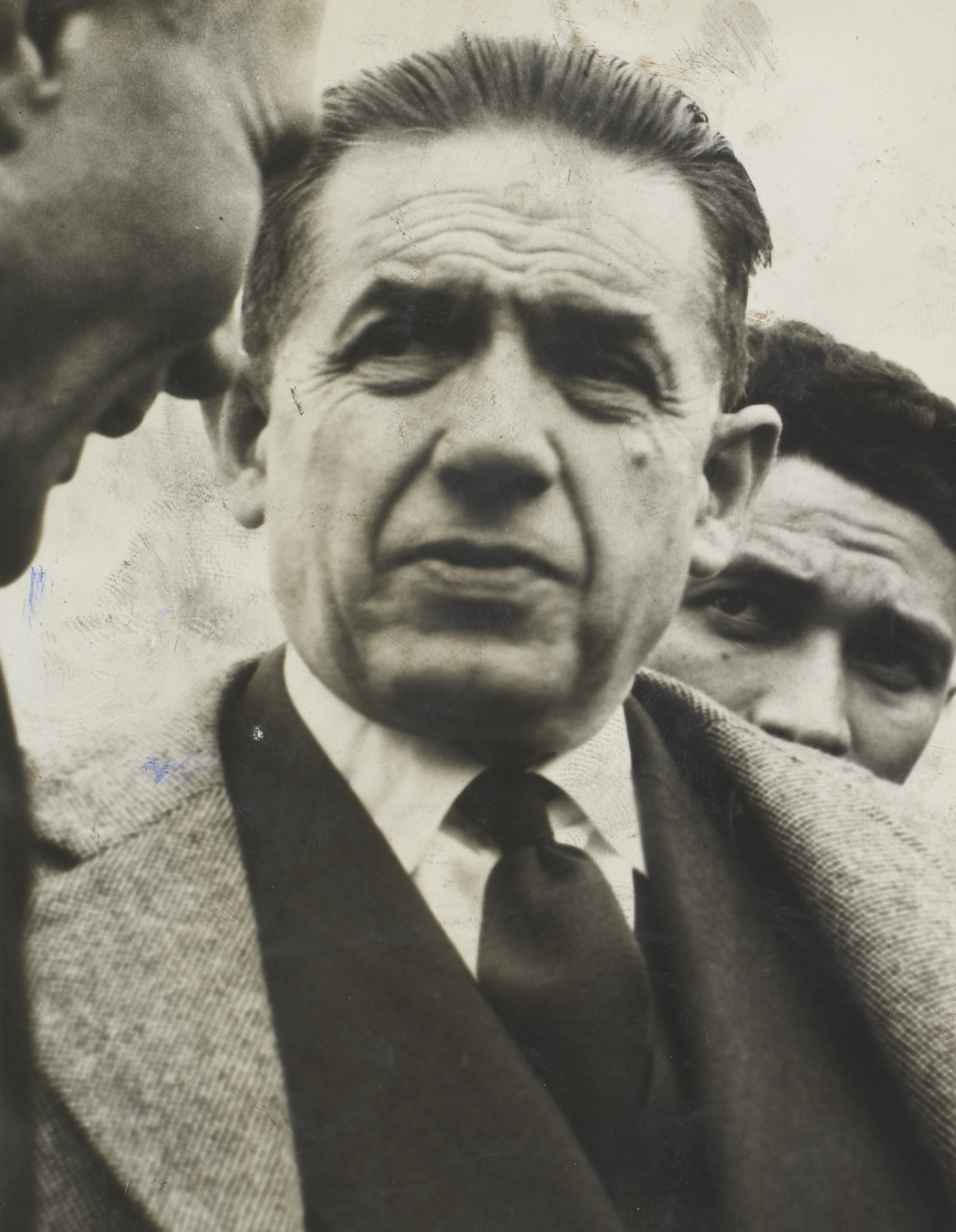
Edmond Michelet (1960)

Edmond Michelet (ur. 8 października 1899 w Paryżu, zm. 9 października 1970 w Marsylii) – francuski polityk

## Życiorys
Edmond Michelet urodził się w Paryżu. W 1918 roku zaciągnął się dobrowolnie w czasie trwania wojny do 126. pułku piechoty w Brive. Był prezesem Akcji Katolickiej w Béam, a następnie w Corrèze. Został szefem 5 MURU Ruchu United Resistance. 25 lutego 1943 roku został aresztowany przez gestapo za działalność w ruchu oporu. Był więziony przez sześć miesięcy w Fresnes, a potem wywiedziony do Dachau. 27 maja 1945 roku wrócił do Francji. W lipcu 1945 roku został powołany przez MLN Armię Wyzwolenia Narodową na członka Tymczasowego Zgromadzenia Doradczego. 21 października 1945 roku został wybrany na posła w szeregach MRP Ludowego Ruchu Republikańskiego. W listopadzie 1945 roku został ministrem armii w rządzie Gaulle’a. W czerwcu 1946 roku został wybrany do Zgromadzenia Konstytucyjnego, a w listopadzie 1946 roku został wybrany do pierwszego Zgromadzenia Ustawodawczego. W maju 1952 roku został radnym Republiki i stał się wiceprezesem izby wyższej w 1958 roku. W 1954 roku stał na czele francuskiej delegacji ONZ. Od czerwca 1958 do stycznia był ministrem Spraw Weteranów, a w latach 1959-1961 ministrem sprawiedliwości. W lutym 1962 roku wstąpił do Rady Konstytucyjnej. Zmarł 9 października 1970 roku w wieku 71 lat.